# Bernd Lucke
Bernd Lucke (født 19. august 1962 i Berlin) er en tysk økonom og politiker. Han var en af stiftere af det europa-kritiske parti Alternative für Deutschland i februar 2013 og fungerede som en af partiets tre talspersoner fra 2013 til 2015. Under Europa-Parlamentsvalget 2014 blev han valgt til medlem af Europaparlamentet. I juli 2015, efter han blev ikke valgt igen som AfD's talsperson, forlod han partiet og stiftede et ny parti, Allianz für Fortschritt und Aufbruch (ALFA).
Lucke er professor ved Hamborgs universitet. Han er gift og har fem børn.